# Slowloris (computerbeveiliging)
Slowloris is een aanvalstool dat volgens het principe van denial of service werkt en dat door Robert Hansen is ontwikkeld. Hij heeft het oorspronkelijk in Perl is geschreven. Robert Hansen gebruikte de naam RSnake. Het is met Slowloris in tegenstelling tot veel andere denial of service-programma's met een enkele machine en met erg weinig bandbreedte mogelijk de webserver van een andere machine onbereikbaar te maken.
Slowloris is tegenwoordig ook in Python beschikbaar.
Slowloris probeert gedurende de aanval zo veel mogelijk (losse) HTTP-verbindingen met het doelwit open te houden. Dit wordt bereikt door verbindingen met de doelwebserver te openen en met regelmaat een gedeeltelijk HTTP-verzoek te verzenden. Betrokken servers houden hierdoor deze verbindingen open en bereiken hierdoor op een gegeven moment hun limiet op lopende verbindingen. Dit resulteert er in dat deze webserver niet meer beschikbaar is wanneer een legitieme gebruiker probeert er een verbinding mee te maken, omdat de webserver nog met alle verbindingen van de aanvaller bezig is.

## Kwetsbare webservers
Het programma kan volgens RShake op de volgende webservers werken:
- Apache 1.x en 2.x
- dhttpd
- Websense "blokpagina's" – niet bevestigd
- Trapeze Wireless Web Portal – niet bevestigd
- Verizon's MI424-WR FIOS kabelmodem – niet bevestigd
- Verizon's Motorola settopbox, poort 8082 en vereist autorisatie – niet bevestigd
- BeeWare WAF – niet bevestigd
- Deny All WAF – oudere versies waren kwetsbaar, nieuwe versies bevatten een patch om niet langer voor Slowloris kwetsbaar te zijn[3]
- Flask